# Garo (revista)
Garo (ガロ?) fue una revista antológica mensual de manga de Japón fundada en 1964 por Katsuichi Nagai. Se especializó en el manga underground, alternativo y experimental. Su proyecto se basaba en editar sin pagar a autores aspirantes a cambio de total libertad creativa. Su periodicidad era mensual con 266 páginas por 550 yenes, y su público los márgenes de la sociedad: el proletariado, la juventud y la tercera edad.

## Historia
Katsuichi Nagai fundo Garo en julio de 1964 con la ayuda de Sanpei Shirato. Su proyecto se basaba en editar sin pagar a autores aspirantes a cambio de total libertad creativa. La primera serie publicada en Garo fue el drama ninja de Shirato llamado Kamui que trataba temas como la lucha entre clases y el antiautoritarismo lo que la hizo un éxito entre estudiantes de colegio. Garo atrajo a varios artistas gekiga influyentes como Yoshihiro Tatsumi y Yoshiharu Tsuge, y por otro lado descubrió y dio a conocer muchos artistas nuevos. Llegó a tener una periodicidad mensual con 266 páginas por 550 yenes, y su público los márgenes de la sociedad: el proletariado, la juventud y la tercera edad.
La circulación de Garo llegó a su pico de popularidad en 1971 con sobre ochenta mil publicaciones durante el auge del punk, donde se vio sacudida por una nueva generación radical protagonizadapor Kazuichi Hanawa y Suehiro Maruo. Tras la muerte de su fundador, fue comprada por una editorial que la comercializó y acabó cerrándola. Sin embargo, durante los años 1970 y 1980 la popularidad declino al punto que ha principios de los 80 se publicaban un promedio de 150 copias por año. A mediado de los años 80 la circulación rondaba apenas los 5.000 y se rumoreaba que la desaparición de Garo era inminente. Nagai logró mantenerla circulación de forma intependiente hasta 1991, cuando fue adquirida por una compañía de videojuegos. Además un nuevo y joven presidente hizo que se publicaran anuncios de juegos de computadora (basados en las historias presentadas en Garo). Nagaki siguió siendo parte de Garo hasta su muerte en 1996.
Tras Garo haber sido adquirida, se alegaba que la antología había tomado un rumbo más comercial. Eventualmente los autores que publicaban regularmente en Garo tomaron sus propios caminos y fundaron otras antologías parecidas como Ax. Actualmente Garo no es publicada pero su influencia en el manga alternativo e inclusive comercial es inmensa.

## Estilos e influencias
Durante gran parte de su existencia, Garo fue el principal medio de representación del arte del manga en Japón. Fue suficientemente popular como para inspirar imitadores tales como COM, fundada por la leyenda de manga Osamu Tezuka, y Comic Baku.
Al pasar de los años, Garo tuvo muchas fases artísticas, incluyendo los dramas de Shirato, arte abstracto, surrealismo, ero-guro, heta-uma y cultura punk. A diferencia de muchas otras antologías, la revista nunca mantuvo una temática que requiriera ser seguida, su único requerimiento era que fuese interesante y que su contenido fuera más importante que su forma superficial.
Aunque nunca fue considerada una revista "principal", la influencia de Garo tanto en el negocio del manga como la sociedad japonesa en conjunto fue considerable. Muchos mangakas que comenzaron en Garo contienen un perfil más alto de trabajos de calidad comparado con otros, y muchas películas se produjeron basadas en las historias que aparecieron originalmente en Garo. El diseño gráfico contemporáneo en Japón le debe mucho a los artistas de Garo, en particular a King Terry, Seiichi Hayashi, y Shigeru Tamura. Retrospectivas de las revistas han aparerecido en revistas comerciales que no están relacionadas con el manga, y en 1994 el museo de la ciudad de Kawasake tuvo una exhibición especial de los trabajos de artistas que alguna vez participaron de Garo.

## Garoen el mundo
En gran medida, muchas casas editoriales que traducen manga han ignorado los trabajos mostrados en Garo en favor del mercado y optan por géneros más tradicionales como la acción, aventura y los romances. Lo mismo sucede con la mayoría de los trabajos que tienen un enfoque experimental. Sin embargo, algunos trabajos de Garo están disponibles en otros idiomas.
A principios de los años 1990, VIZ Comic (Ahora VIZ Media) publicó algunos de los Kamui de Sanpei Shirato bajo el nombre de "The Legend of Kamui", reeditado en 2 volúmenes por Drawn & Quarterly en 2024.. Posteriormente, Blast Books publica algunos libros de manga experimental donde se incluyeron algunas piezas de las páginas de Garo, y The Comics Journal publica el trabajo de Yoshiro Tsuge. Sus obras completas están siendo publicadas en inglés por Drawn & Quarterly, traducidas por Ryan Holmberg. También se encarga de traducir otros trabajos de autores vinculados a Garo como Seiichi Hayashi, Tadao Tsuge, Kuniko Tsurita, Seiichi Hayashi, Murasaki Yamada, Yoshikazu Ebisu o  Shin’ichi Abe.
En España se han editado diversas obras de autores asociados a Garo. En el número 5 de la revista El Víbora, encontramos la historia Goodbye de Yoshihiro Tatsumi; otras de sus historias aparecerán en números posteriores. Su obra es publicada por Ediciones La Cúpula, y posteriormente Astiberri y Satori Ediciones.Otra editorial destacada es Gallo Nero, cuya línea de manga se especializa en obras gekiga, en su mayoría procedentes de Garo.

## Mangakas asociados conGaro
| - Shin’ichi Abe - Suzy Amekane - Yoshikazu Ebisu - Usamaru Furuya - Kazuichi Hanawa - Ikuko Hatoyama - Seiichi Hayashi - Hideshi Hino - Masumura Hiroshi - Ryoichi Ikegami | - Yuji Kamosawa - Susumu Katsumata - King Terry - Yōko Kondō - Hiroshi Masumura - Suehiro Maruo - Shigeru Mizuki - Shinji Nagashima - Kiriko Nananan - Nekojiru | - Takashi Nemoto - Kyoko Okazaki - Shoichi Sakurai - Erica Sakurazawa - Maki Sasaki - Carol Shimoda - Sanpei Shirato - Hinako Sugiura - Ôji Suzuki | - Shigeru Tamura - Yoshihiro Tatsumi - Tadao Tsuge - Yoshiharu Tsuge - Yūko Tsuno - Kuniko Tsurita - Shungicu Uchida - Hanako Yamada - Murasaki Yamada |